# Leichtathletik-Länderkampf der Männer 1951 Schweiz – BR Deutschland
| 4. Leichtathletik-Länderkampf mit bundesdeutscher Beteiligung 1951 | 4. Leichtathletik-Länderkampf mit bundesdeutscher Beteiligung 1951 |               |
| ------------------------------------------------------------------ | ------------------------------------------------------------------ | ------------- |
|                                                                    |                                                                    |               |
| Ländervergleich der Männer: Schweiz – BR Deutschland               |                                                                    |               |
| Austragungsort                                                     | Bern                                                               |               |
| Wettbewerbe                                                        | 20                                                                 |               |
| Datum                                                              | 25./26. August 1951                                                |               |
| 1. FRG 2. SUI                                                      | 121 Punkte 090 Punkte                                              |               |
| Chronik                                                            |                                                                    |               |
| ← SWE-FRG (M)                                                      | SUI-FRG (F) →                                                      | SUI-FRG (F) → |

Im vierten Vergleich des Länderkampfjahres 1951 ließen Deutschlands Leichtathleten die vom Beginn der Geschichte mit deutschen Leichtathletik-Länderkämpfen im Jahr 1921 bis einschließlich 1938 geübte Tradition von alljährlichen Vergleichen mit der Schweiz wieder aufleben. Am 25./26. August war die Schweizer Hauptstadt Bern Gastgeber dieser Veranstaltung. Es war das achtzehnte Aufeinandertreffen der beiden Länder. Alle vorherigen Begegnungen hatten Deutschlands Sportler für sich entschieden. Gleichzeitig wurde ebenfalls in Bern ein Ländervergleich der Frauen zwischen Deutschland und der Schweiz ausgetragen.

## Wettbewerbe und Modus
Wie im Aufeinandertreffen mit Schweden zuvor standen zwanzig Disziplinen auf dem Programm. Anstelle des 3000-Meter-Hindernislaufs wurde hier jedoch erstmals in einem allgemeinen Leichtathletik-Länderkampf mit dem 10.000-Meter-Bahngehen ein Gehwettbewerb ausgetragen. Die Veranstaltung wurde über zwei Tage verteilt durchgeführt. Von den olympischen Wettbewerben fehlten nur der 3000-Meter-Hindernislauf, der Marathonlauf, ein zweiter Gehwettbewerb, und der Zehnkampf. Gewertet wurde zum ersten Mal in einer Begegnung zwischen diesen beiden Ländern nach dem Standardsystem mit der Punkteverteilung Pl. 1: 5 P, Pl. 2: 3 P, …, Pl. 4: 1 P in der Einzelwertung sowie fünf zu drei Punkten in der Staffel.

## Ergebnis
Den Schweizer Athleten gelangen Siege über 4 × 100 Meter (Bundesrepublik Deutschland disqualifiziert), im 10.000-Meter-Bahngehen, im Hammer- und im Speerwurf. Wie in allen früheren Begegnungen mit der Schweiz siegten Deutschlands Leichtathleten somit auch hier in Bern, diesmal mit 121 zu neunzig Punkten.

## Legende
Kurze Übersicht zur Bedeutung der Symbolik – so üblicherweise auch in sonstigen Veröffentlichungen verwendet:
| DSQ | disqualifiziert |

## Resultate

### 100 m
| Platz | Athlet             | Land | Zeit (s) |
| ----- | ------------------ | ---- | -------- |
| 1     | Werner Zandt       | FRG  | 10,8     |
| 2     | Hans Wehrli-Frei   | SUI  | 10,9     |
| 3     | Willy Eichenberger | SUI  | 11,3     |
| 4     | Heinz Wegener      | FRG  | 11,4     |

Datum: 25. August

### 200 m
| Platz | Athlet             | Land | Zeit (s) |
| ----- | ------------------ | ---- | -------- |
| 1     | Werner Zandt       | FRG  | 21,4     |
| 2     | Hans Wehrli-Frei   | SUI  | 21,5     |
| 3     | Willy Eichenberger | SUI  | 22,2     |
| 4     | Eugen Vogt         | FRG  | 22,4     |

Datum: 26. August

### 400 m
| Platz | Athlet              | Land | Zeit (s) |
| ----- | ------------------- | ---- | -------- |
| 1     | Karl-Friedrich Haas | FRG  | 47,6     |
| 2     | Josef Steger        | SUI  | 48,6     |
| 3     | Urban Cleve         | FRG  | 49,1     |
| 4     | Ernst von Gunten    | SUI  | 50,1     |

Datum: 26. August

### 800 m
| Platz | Athlet        | Land | Zeit (min) |
| ----- | ------------- | ---- | ---------- |
| 1     | Kurt Bonah    | FRG  | 1:53,2     |
| 2     | Fred Lüthi    | SUI  | 1:53,8     |
| 3     | Georg Dengler | FRG  | 1:54,0     |
| 4     | Karl Volkmer  | SUI  | 1:56,0     |

Datum: 25. August

### 1500 m
| Platz | Athlet             | Land | Zeit (min) |
| ----- | ------------------ | ---- | ---------- |
| 1     | Hans Deutschländer | FRG  | 3:57,5     |
| 2     | Richard Lehmann    | FRG  | 3:59,7     |
| 3     | Edi Waldvogel      | SUI  | 4:06,0     |
| 4     | Erwin Bühler       | SUI  | 4:12,0     |

Datum: 26. August

### 5000 m
| Platz | Athlet         | Land | Zeit (min) |
| ----- | -------------- | ---- | ---------- |
| 1     | Herbert Schade | FRG  | 14:32,0    |
| 2     | August Sutter  | SUI  | 14:43,6    |
| 3     | Heinz Braun    | FRG  | 15:14,4    |
| 4     | Emil Schudel   | SUI  | 15:13,0    |

Datum: 26. August

### 10.000 m
| Platz | Athlet            | Land | Zeit (min) |
| ----- | ----------------- | ---- | ---------- |
| 1     | Hermann Eberlein  | FRG  | 31:23,8    |
| 2     | Siegfried Steller | FRG  | 31:26,8    |
| 3     | Hans Frischknecht | SUI  | 31:36,8    |
| 4     | G. Wyss           | SUI  | 33:45,0    |

Datum: 25. August

### 110 m Hürden
| Platz | Athlet            | Land | Zeit (s) |
| ----- | ----------------- | ---- | -------- |
| 1     | Hans Zepernick    | FRG  | 14,9     |
| 2     | Wolfgang Troßbach | FRG  | 15,0     |
| 3     | Oliver Bernard    | SUI  | 15,0     |
| 4     | B. Frey           | SUI  | 15,8     |

### 400 m Hürden
| Platz | Athlet          | Land | Zeit (s) |
| ----- | --------------- | ---- | -------- |
| 1     | Oskar Scharr    | FRG  | 54,4     |
| 2     | Karl Burgula    | SUI  | 54,7     |
| 3     | Hubert Huppertz | FRG  | 54,8     |
| 4     | Hans Schwarz    | SUI  | 56,4     |

Datum: 25. August

### 4 × 100 m Staffel
| Platz | Besetzung      | Land                                                            | Zeit (s) |
| ----- | -------------- | --------------------------------------------------------------- | -------- |
| 1     | Schweiz        | Guth Willy Eichenberger Willy Schneider Hans Wehrli-Frei        | 41,8     |
| DSQ   | BR Deutschland | Heinrich Umlauft Karl-Friedrich Haas Werner Zandt Heinz Wegener |          |

Datum: 26. August

### 4 × 400 m Staffel
| Platz | Besetzung      | Land                                                       | Zeit (min) |
| ----- | -------------- | ---------------------------------------------------------- | ---------- |
| 1     | BR Deutschland | Urban Cleve Eugen Vogt Hubert Huppertz Karl-Friedrich Haas | 3:15,9     |
| 2     | Schweiz        | Paul Stalder Ernst von Gunten Karl Epple Josef Steger      | 3:19,0     |

Datum: 25. August

### 10.000 m Bahngehen
| Platz | Athlet          | Land | Zeit (min) |
| ----- | --------------- | ---- | ---------- |
| 1     | Fritz Schwab    | SUI  | 48:00,0    |
| 2     | Rudi Lüttge     | FRG  | 48:46,6    |
| 3     | Gabriel Reymond | SUI  | 49:07,6    |
| 4     | Bernd Schwertel | FRG  | 50:54,0    |

Datum: 26. August

### Hochsprung
| Platz | Athlet               | Land | Höhe (m) |
| ----- | -------------------- | ---- | -------- |
| 1     | Werner Bähr          | FRG  | 1,93     |
| 2     | Hans Wahli           | SUI  | 1,93     |
| 3     | Hans-Georg Endruweit | FRG  | 1,80     |
| 4     | Otto Frey            | SUI  | 1,75     |

Datum: 26. August

### Stabhochsprung
| Platz | Athlet            | Land | Höhe (m) |
| ----- | ----------------- | ---- | -------- |
| 1     | Julius Schneider  | FRG  | 4,20     |
| 2     | Armin Scheurer    | SUI  | 4,20     |
| 3     | Walter Hofstetter | SUI  | 4,00     |
| 4     | Gustav Stührk     | FRG  | 3,90     |

Datum: 26. August

### Weitsprung
| Platz | Athlet         | Land | Weite (m) |
| ----- | -------------- | ---- | --------- |
| 1     | Herbert Göbel  | FRG  | 7,10      |
| 2     | Emil Honegger  | SUI  | 6,92      |
| 3     | Ebnöther       | SUI  | 6,85      |
| 4     | Heinz Klophaus | FRG  | 6,69      |

Datum: 26. August

### Dreisprung
| Platz | Athlet         | Land | Weite (m) |
| ----- | -------------- | ---- | --------- |
| 1     | Kurt Trozowski | FRG  | 13,98     |
| 2     | Armin Scheurer | SUI  | 13,79     |
| 3     | Stauffer       | SUI  | 13,69     |
| 4     | Kurt Müller    | FRG  | 12,45     |

Datum: 25. August

### Kugelstoßen
| Platz | Athlet         | Land | Weite (m) |
| ----- | -------------- | ---- | --------- |
| 1     | Josef Hipp     | FRG  | 14,95     |
| 2     | Willy Senn     | SUI  | 14,71     |
| 3     | Werner Theurer | FRG  | 14,70     |
| 4     | Richenberger   | SUI  | 12,48     |

Datum: 26. August

### Diskuswurf
| Platz | Athlet         | Land | Weite (m) |
| ----- | -------------- | ---- | --------- |
| 1     | Josef Hipp     | FRG  | 50,04     |
| 2     | Oskar Häfliger | SUI  | 46,23     |
| 3     | Günter Noack   | FRG  | 43,74     |
| 4     | Paul Wyss      | SUI  | 42,36     |

Datum: 25. August

### Hammerwurf
| Platz | Athlet           | Land | Weite (m) |
| ----- | ---------------- | ---- | --------- |
| 1     | Roger Veeser     | SUI  | 48,33     |
| 2     | Karl Hagenburger | FRG  | 47,24     |
| 3     | Dubs             | SUI  | 43,51     |
| 4     | Sebastian Mayer  | FRG  | 41,76     |

Datum: 25. August

### Speerwurf
| Platz | Athlet        | Land | Weite (m) |
| ----- | ------------- | ---- | --------- |
| 1     | Ernst Lüthi   | SUI  | 63,00     |
| 2     | Fred Busse    | FRG  | 62,58     |
| 3     | Herbert Hauer | FRG  | 59,11     |
| 4     | Eggenberger   | SUI  | 57,68     |

Datum: 26. August